# Winnertzia peramoena
Winnertzia peramoena är en tvåvingeart som beskrevs av Boris Mamaev 2006. Winnertzia peramoena ingår i släktet Winnertzia och familjen gallmyggor. Inga underarter finns listade i Catalogue of Life.